# Gramàtica de l'èuscar
La gramàtica de l'èuscar o gramàtica basca és molt diferenciada respecte de les llengües indoeuropees que envolten la zona bascòfona, tot i que, pel que fa al vocabulari, tres quartes parts provenen de llengües diferents de l'èuscar. A més el verb basc també té un comportament força diferent a comparació de les llengües indoeuropees (es presenta en un article separat).

## Grup nominal
El grup nominal basc o sintagma s'estructura de manera bastant diferent de les frases de la majoria de les llengües indoeuropees.

### Articles, determinants i quantificadors
Els determinants i quantificadors tenen un paper fonamental en l'estructura de la frase basca. Els elements clau que anomenem "articles" es consideren com un subconjunt dels determinants
| Alguns determinants | Alguns determinants | Alguns determinants                           | Alguns quantificadors | Alguns quantificadors                                                    |
| --- | --- | --------------------------------------------- | --- | ------------------------------------------------------------------------ |
| - -a, -a(r)- article singular - -ak, -e- article plural - -ok, -o- article plural de proximitat - -(r)ik article negatiu-polar | - hau, hon- 'aquest' - hauek, haue- 'aquests' - hori, horr- 'aqueix', 'eixe' - horiek, horie- 'aqueixos', 'eixos' - hura, har- 'aquell (distal)' - haiek, haie- 'aquells (distal)' | - zein 'quin' - zer, ze 'què' - beste 'altre' | - batzuk, batzue- 'alguns' - zenbait 'quants' - asko 'molts,' - anitz 'molts' - gutxi 'poc, ' - guzti 'tots' - zenbat 'quants' - hainbeste 'molts' | - bat 'u, un' - bi 'dos' - hiru 'tres' - lau 'quatre' - bost 'cinc' etc. |
| Els "articles" prenen la forma de sufixs. Vegeu la següent descripció dels seus usos. Les formes -a, -ak, -ok corresponen al cas gramatical absolutiu '; en altres casos,es fan servir -a(r)-, -e-, -o- seguits per un sufix de cas. Els articles negatius-polars, sovint anomenats sufix de cas partitiu , no es combinen amb els sufixs de cas. Es coneixen col·lectivament com ART. | Les arrels demostratives, com els articles i a diferència d'altres elements nominal, mostren al·lomorfia irregular entre el singular i el plural i en, el singular, entre l'absolutiu (hau, hori, hura) i els altres casos (hon-, horr-, har-). Les mateixes formes funcionen com determinants demostratius i pronoms demostratius. |                                               | |                                                                          |

| Els articles -a, -ak, -ok, -(r)ik, demostratius hau, hori, hura i alguns dels quantificadors seguint el substantiu fan de determinat o de quantificador. | - etxea '(la) casa' [casa-ART] - etxeak '(les) cases' [casa-ART] - etxe hau 'aquesta casa' [casa això] - etxe horiek 'eixes cases' [casa eixes] - etxe bat 'una casa' [casa una] - etxe batzuk 'algunes cases' [casa algunes]                                                                            |
| Altres determinants i quantificadors, incloent-hi beste 'altre', les interrogatives i numerals l'u o el dos (depenent del dialecte) precedeixen el substantiu. | - zein etxe? 'quina casa (cases)?' [quina casa] - zenbat etxe? 'quantes cases?' [quantes casa] - zenbait etxe 'algunes cases' [algunes casa] - hiru etxe 'tres cases' [tes casa] - bi etxe/etxe bi 'dues cases' (variants dialectals)                                                                    |
| Un grup nominal amb un substantiu comú com a nucli ha de contenir ja sia un (i només un) determinant o un (i només un) quantifcador, i no ambdós, com es mostra en els següents exemples. Tanmateix els numerals sí poden estar amb un determinador.                 | - hiru etxeok 'eixa/eixes (proximitat) tres cases' [tres cases-ART] - hiru etxe haiek 'eixes (distant) tres cases' [tres casa eixes] - zein hiru etxe? 'quines tres cases?' [quina tres casa] |
| Els termes beste 'altre' i guzti 'tot' no 'omplen' la posició del determinador o del quantificador i, per tant, requereixen un article, un altre determinador o quantificador.                                                                                       | - beste etxea 'l'altra casa' [altra casa-ART] - beste etxe bat 'una altra casa' [altra casa una] - etxe guztiak 'totes les cases' [casa tota-ART] |
| L'article -a, -ak actua com l'opció de determinador per defecte (com en informàtica), obligatori amb un substantiu en absència d'un altre determinador o quantificador (fins i tot en formes del llenguatge popular.)                                                | - etxea 'casa' - etxeak 'cases' - Nola esaten da euskaraz "casa"? — "Etxea". 'Com es diu casa en èuscar? — "Etxe(a)".' |
| L' article -(r)ik, tradicionalment anomenat sufix de cas partitiu (cf. català de, exemple: "en teniu de pa?), substitueix -a, -ak en contextos negatius-polars, especialment en frases substantives indefinides i en frases negatives no se'l tracta mai com plural. | - etxerik ' de casa' - Ba al daukazu etxerik? 'En tens de casa?' - Hemen ez dago etxerik. 'No n'hi ha de cases aquí,.' - No: * Hemen ez daude etxerik. 'No hi ha cases aquí.' |
| Un grup nominal amb un nom propi o un pronom com a nucli no necessita i normalment no conté ni determinat ni quantificador. | - Andoni 'Antoni' - Tokio 'Tokyo' - Wikipedia 'Wikipedia' - ni 'Jo, ' - nor? 'qui?' |
| L'absència de cap determinant o de quantificador d'una frase amb un substantiu comú només és possible en certs contexts específics, és a dir en certs tipus de predicats gramaticals o en algunes expressions adverbials.                                            | - Lehendakari izendatuko dute. 'L'anomenaran (com a) president.' [President anomenaran a ell'.] - Bilbora joan zen irakasle. 'Ell va anar a Bilbao (a treballar) com professor.' [A Bilbao va anar professor.] - eskuz 'amb la mà' [mà (esku) + amb (-z)] - sutan 'dins el foc' [foc (su) + dins (-tan)] |

### Construccions de genitiu i adjectives
| Un grup nominal en cas genitiu precedeix el seu nucli posseït per expressar relacions de possessió o similars.                                                                                          | - Koldoren etxea 'Casa de Koldo' (com el genitiu saxó en anglès Koldo's house) - nire etxea 'la meva casa' - basoko etxea 'casa dins el ("de") bosc' |
| El grup nominal posseït reté la mateixa determinació i quantificació descrites abans per grups nominals en general.                                                                                     | - Koldoren etxeak 'La casa de Koldo' [Koldo de casa-ART)] - Koldoren etxe hori 'aqueixa és la casa de Koldo [Koldo de casa eixa] - Koldoren etxe bat 'una casa de Koldo [Koldo de casa una] - Koldoren zein etxe? quina casa és la de Koldo' [Koldo de quina casa]                                                     |
| El nucli nominal d'una frase pot ser omès. En aquest cas l'article o un altre determinant és manté, ara enganxat a un element en genitiu.                                                               | - Koldorena 'Koldo's (per ex..casa)' [Koldo's-ART] - Koldorenak 'Koldo's (per ex. cases)' [Koldo's-ART] - Etxe hau Koldorena da. 'Aquesta casa és de Koldo' [casa aquesta de Koldo's-ART és] - Nireak gorriak dira. 'Els meus són vermells.' [meu-ART vermell-ART són]                                                 |
| El grup nominal es convertereixen en genitius per addició d'un o dos sufixs de cas genitius, -(r)en o -ko (vegeu més avall el sufixs de declinació).                                                    | - Koldo → Koldoren - Paris → Parisko - etxe-a 'house' → etxearen, etxeko (no intercanviables) |
| La formació en genitiu dels pronoms personals és irregular. | - ni Jo, ' → nire 'el meu' |
| -Ko (o -go) poden ser sufixats amb moltes paraules o frases, moltes d'elles amb funció adverbial per formar expressions adjectives les quals es comporten sintàcticament com fan les frases en genitiu. | - atzoko lana 'el treball d'ahir' [ahir-ko treball-ART] - hemengo etxeak 'les cases d'aquí' [aquí-ko casa-ART] - oinezko bidaia bat 'un viatge a peu' [peu per ko viatge un] - Tokiorako bidaia bat 'un viatge a Tokyo' [Tokyo-a-ko viatge un] - bi urteko haur hori 'aqueix nen de dos anys' [dos anys-ko nen aqueix] |

### Adjectius
| Els adjectius lèxics, en contrast a les expressions adjectives (vegeu amunt), immediatament segueixen el nucli nominal però precedeix a cap article, determinant o quantificador. | - etxe gorri bat 'una casa roja' [casa roja una] - etxe txikia '(la) casa petita' [casa petita -ART] - etxe zuriak '(les) cases blanques' [casa blanca-ART] - nire etxe txikia 'la meva petita casa' [meva casa petita-ART]                                                                                           |
| Quan es fan servir els adjectius, frases adjectives o genitives com a predicats, normalment prenen l'article (singular -a, plural -ak).                                           | - Etxe hau txikia da. 'Aquesta casa és petita.' [casa aquesta petita-ART és] - Etxe hauek txikiak dira. 'Aquestes cases són petites.' [casa aquestes petites-ART són] - Ogi hau atzokoa da. 'Aquest pa és d'ahir.' [pa aquest ahir-ko-ART és] - Etxe hau nirea da. 'Aquesta casa és meva.' [casa aquesta meva-ART és] |

### Nombre
| El basc té tres nombres: singular, sense marca i plural. El nombre sense marcar apareix en la declinació quan no cal especificar singular o plural, per exemple, perquè és un nom propi, o acompanya un determinant o un quantificador. Les marques de plural es donen en dues parts de la gramàtica basca: en alguns pronoms, determinants i quantificadors, i en els índexs de l'argument en els verbs. Substantius i adjectius són estrictament invariables pel nombre: per exemple, etxe significa casa o cases. Però un substantiu com etxe rarament apareix sol i normalment ho fa dins un grup nominal que conté ja sia un determinant o un quantificador, el seu nombre probablement serà indicat per aquest element: | etxea 'casa' | (singular perquè hi ha -a) |
| El basc té tres nombres: singular, sense marca i plural. El nombre sense marcar apareix en la declinació quan no cal especificar singular o plural, per exemple, perquè és un nom propi, o acompanya un determinant o un quantificador. Les marques de plural es donen en dues parts de la gramàtica basca: en alguns pronoms, determinants i quantificadors, i en els índexs de l'argument en els verbs. Substantius i adjectius són estrictament invariables pel nombre: per exemple, etxe significa casa o cases. Però un substantiu com etxe rarament apareix sol i normalment ho fa dins un grup nominal que conté ja sia un determinant o un quantificador, el seu nombre probablement serà indicat per aquest element: | etxeak 'cases' | (plural perquè hi ha -ak) |
| El basc té tres nombres: singular, sense marca i plural. El nombre sense marcar apareix en la declinació quan no cal especificar singular o plural, per exemple, perquè és un nom propi, o acompanya un determinant o un quantificador. Les marques de plural es donen en dues parts de la gramàtica basca: en alguns pronoms, determinants i quantificadors, i en els índexs de l'argument en els verbs. Substantius i adjectius són estrictament invariables pel nombre: per exemple, etxe significa casa o cases. Però un substantiu com etxe rarament apareix sol i normalment ho fa dins un grup nominal que conté ja sia un determinant o un quantificador, el seu nombre probablement serà indicat per aquest element: | etxe hau 'aquesta casa' | (singular perquè hi ha hau) |
| El basc té tres nombres: singular, sense marca i plural. El nombre sense marcar apareix en la declinació quan no cal especificar singular o plural, per exemple, perquè és un nom propi, o acompanya un determinant o un quantificador. Les marques de plural es donen en dues parts de la gramàtica basca: en alguns pronoms, determinants i quantificadors, i en els índexs de l'argument en els verbs. Substantius i adjectius són estrictament invariables pel nombre: per exemple, etxe significa casa o cases. Però un substantiu com etxe rarament apareix sol i normalment ho fa dins un grup nominal que conté ja sia un determinant o un quantificador, el seu nombre probablement serà indicat per aquest element: | etxe hauek 'aqueixes cases' | (plural perquè hi ha hauek) |
| El basc té tres nombres: singular, sense marca i plural. El nombre sense marcar apareix en la declinació quan no cal especificar singular o plural, per exemple, perquè és un nom propi, o acompanya un determinant o un quantificador. Les marques de plural es donen en dues parts de la gramàtica basca: en alguns pronoms, determinants i quantificadors, i en els índexs de l'argument en els verbs. Substantius i adjectius són estrictament invariables pel nombre: per exemple, etxe significa casa o cases. Però un substantiu com etxe rarament apareix sol i normalment ho fa dins un grup nominal que conté ja sia un determinant o un quantificador, el seu nombre probablement serà indicat per aquest element: | etxe bat 'una casa' | (singular perquè hi ha bat) |
| El basc té tres nombres: singular, sense marca i plural. El nombre sense marcar apareix en la declinació quan no cal especificar singular o plural, per exemple, perquè és un nom propi, o acompanya un determinant o un quantificador. Les marques de plural es donen en dues parts de la gramàtica basca: en alguns pronoms, determinants i quantificadors, i en els índexs de l'argument en els verbs. Substantius i adjectius són estrictament invariables pel nombre: per exemple, etxe significa casa o cases. Però un substantiu com etxe rarament apareix sol i normalment ho fa dins un grup nominal que conté ja sia un determinant o un quantificador, el seu nombre probablement serà indicat per aquest element: | etxe batzuk 'algunes cases' | (plural perquè hi ha batzuk) |
| El basc té tres nombres: singular, sense marca i plural. El nombre sense marcar apareix en la declinació quan no cal especificar singular o plural, per exemple, perquè és un nom propi, o acompanya un determinant o un quantificador. Les marques de plural es donen en dues parts de la gramàtica basca: en alguns pronoms, determinants i quantificadors, i en els índexs de l'argument en els verbs. Substantius i adjectius són estrictament invariables pel nombre: per exemple, etxe significa casa o cases. Però un substantiu com etxe rarament apareix sol i normalment ho fa dins un grup nominal que conté ja sia un determinant o un quantificador, el seu nombre probablement serà indicat per aquest element: | hiru etxe 'tres cases' | (plural perquè hi ha hiru) |
| Els Verbs transitius afegeixen un sufix o un prefix, per exemple -it-, quan l'objecte del verb és plural. | osaba bat dut 'Jo tinc un oncle' [oncle un jo-tinc]\|                                                                                | hiru osaba ditut 'Jo tinc tres oncles' [tres oncles jo-tinc]                                                                         |
| La majoria dels determinants, incloent-hi l'article, tenen formes diferents en singular i en plural (aquestes darreres acabant en una k en el cas absolutiu. La majoria dels quantificadors (excepte bat en batzuk) no mostren aquesta variació morfològica, però molts (incloent-hi els numerals després de l'u, és clar) tenen significats intrínsecament plurals. | Singular: - -a (article) - hau, hori, hura (demostratius) - bat (quantificador)                                                      | Plural: - -ak, -ok (articles) - hauek, horiek, haiek (demostratius) - batzuk (quantificador) - bi, hiru, lau... (numerals)           |
| A vegades el nombre gramatical d'un grup nominal només pot ser deduït del context o de la forma verbal, | - zein etxe? 'quina casa?' o 'quines cases?'                                                                                         | - zein etxe? 'quina casa?' o 'quines cases?'                                                                                         |
| o des del tipus de substantiu lèxic o semàntic: | - zenbat esne? 'Quanta llet?' (esne és un substantiu no comptable) - zenbat etxe? 'Quantes cases?' (etxe és un substantiu comptable) | - zenbat esne? 'Quanta llet?' (esne és un substantiu no comptable) - zenbat etxe? 'Quantes cases?' (etxe és un substantiu comptable) |

### Pronoms i adverbis

#### Pronoms personals
Els pronoms personals diferencien tres persones i dos nombres. Zu pot ser la segona persona d'un pronom personal però actualment només es troba com una forma educada de singular, havent parcialment desplaçat el pronom original de segona persona hi el qual és ara una forma marcadament familiar d'adreçar-se. Zuek representa una derivada repluralitzada de zu i actualment és només un pronom de segona persona del plural.
| Protollenguatge reconstruït                | Sistema actual                                                              |
| ------------------------------------------ | --------------------------------------------------------------------------- |
| hi 'tu (singular)' zu 'vosaltres (plural)' | hi 'tu (familiar en singular)' zu 'tu (singular educat)' zuek 'tu (plural)' |

La funció dels pronoms personals de la tercera persona personal pot ser omplerta per qualsevol dels pronoms demostratius o els seus equivalents en ber-.
| Singular                                                                                              | Plural                                                                    |
| --- | ------------------------------------------------------------------------- |
| ni 'jo, mi' hi 'tu (molt familiar)' zu 'tu (educada o neutra)' hau, hori, hura, bera.. 'ell(a), això' | gu 'nosaltres' zuek 'vosaltres' hauek, horiek, haiek, beraiek.. 'ell(e)s' |

Al costat d'aquests pronoms personals ordinaris n'hi ha d'emfàtics o intensius, la forma dels quals varia considerablement entre els dialectes, per exemple per a la primera persona singular: neu, nerau, neroni o nihaur.

#### Pronoms demostratius
El determinant demostratiu pot ser usat pronominalment (com poden fer tots els determinants excepte els articles). Hi ha també demostratius emfàtics s o intensius que comencen per ber-.
|           | Singular                                      | Plural                                                  |
| --------- | --------------------------------------------- | ------------------------------------------------------- |
| Normals   | hau 'aquest' hori 'aqueix' hura 'aquell'      | hauek 'aquests' horiek 'aqueixos' haiek 'aquells'       |
| Intensius | berau 'aquest' berori 'aqueixa' bera 'aquell' | berauek 'aquests' beroriek 'aqueixos' beraiek 'aquells' |

#### Altres pronoms i adverbis correlatius
|                    | Pronoms                                                                                   | Adverbis de lloc                                            | Adverbis de mode                                                                   | Adverbis de temps                             |
| ------------------ | ----------------------------------------------------------------------------------------- | ----------------------------------------------------------- | ---------------------------------------------------------------------------------- | --------------------------------------------- |
| Demostratius       | (vegeu més amunt)                                                                         | - hemen 'aquí' - hor 'allí (proper)' - han 'allí (distant)' | - honela 'd'aquesta manera' - horrela 'd'aqueixa manera' - hala 'd'aquella manera' | - orain 'ara' - orduan 'aleshores'            |
| Interrogatius      | - nor? 'qui?' - zer? 'què?' - zein? 'quin, quina?'                                        | - non? 'on?'                                                | - nola? 'com?'                                                                     | - noiz? 'quan?'                               |
| Indefinits         | - norbait 'algú' - zerbait 'alguna cosa, quelcom'                                         | - nonbait 'en algun lloc'                                   | - nolabait 'd'alguna manera'                                                       | - noizbait 'algunes vegades'                  |
| Polaritat negativa | - inor 'algú, ningú (en anglès anybody)' - ezer ' res,. alguna cosa (en anglès anything)' | - inon 'enlloc'                                             | - inola 'de cap manera'                                                            | - inoiz 'mai, alguna vegada (en anglès ever)' |

#### Altres formes
- Tots els pronoms demostratius i adverbis poden ser ampliats amb el sufix -xe (-txe) que els dona més èmfasi, per exemple. hauxe, hementxe, honelaxe, oraintxe....

- Els pronoms poden ser declinats en qualsevol cas. Els pronoms personals i demostratius mostrent al·lomorfia entre els casos absolutius i el cas zero. Els adverbis poden ser adjectivitzats afegint -ko (-go), i alguns poden prendre altres sufixs locatius.

- Hi ha altres sèries d'indefinits, com edonor, edonon... i nornahi, zernahi..., respectivament; les dues sèries poden traduir-se com 'qui sigui, on, en qualsevol lloc...' o 'qualsevol persona, a qualsevol lloc...'.

- Els pronoms negatius i adverbis amb polaritat negativa seguits de ez 'no' o com a part d'una sentència negativa canvien de significat: inor ez 'ningú', Ez dut inor ezagutzen 'No conec ningú'.

### Declinació

#### Els casos
Excepte en el cas absolutiu o cas zero, caracteritzat (com a mínim en el singular) per la pèrdua de la terminació del cas, els grups nominals bascos estan seguits per un sufix de cas que especifica la relació entre el grup nominal i l'oració. Els casos més bàsics es mostren aquí, per convenència dividits en tres grups: Casos nuclears, casos locatius i altres.
Els sufixs de cas s'uneixen a qualsevol altre element (substantiu, adjectiu, determinant…). Les diferents formes de declinació de cada sufix de la taula es selecciona segons la naturalesa de l'element nominal al qual el sufix s'afegeix.
| Nom       | Significat/Ús                               | Formes ("declinacions") | Formes ("declinacions") | Formes ("declinacions") | Formes ("declinacions") |
| Nom       | Significat/Ús                               | 1                       | 2                       | 3                       | 4                       |
| --------- | ------------------------------------------- | ----------------------- | ----------------------- | ----------------------- | ----------------------- |
| Absolutiu | Verb intransitiu subjecte; Objecte directe  | -a                      | -ak                     | —                       | —                       |
| Ergatiu   | transitiu subjecte                          | -ak                     | -ek                     | -(e)k                   | -(e)k                   |
| Datiu     | recipient o afectat: 'a', 'per a', 'des de' | -ari                    | -ei                     | -(r)i                   | -(r)i                   |

| Nom             | Significat/Ús                              | Formes ("declinacions") | Formes ("declinacions") | Formes ("declinacions") | Formes ("declinacions") |
| Nom             | Significat/Ús                              | 1                       | 2                       | 3                       | 4                       |
| --------------- | ------------------------------------------ | ----------------------- | ----------------------- | ----------------------- | ----------------------- |
| Inessiu         | lloc on/temps quan: 'en, 'a', 'sobre'      | -(e)an                  | -etan                   | -(e)tan                 | -(e)n                   |
| Al·latiu        | On a: 'a'                                  | -(e)ra                  | -etara                  | -(e)tara                | -(r)a                   |
| Ablatiu         | Des d'on/a través de, 'des de', 'a través' | -(e)tik                 | -etatik                 | -(e)tatik               | -tik/-dik               |
| Genitiu locatiu | pertanyent a /quan 'de'                    | -(e)ko                  | -etako                  | -(e)tako                | -ko/-go                 |

| Nom               | Significat /Ús                                         | Formes ("declinacions") | Formes ("declinacions") | Formes ("declinacions") | Formes ("declinacions") |
| Nom               | Significat /Ús                                         | 1                       | 2                       | 3                       | 4                       |
| ----------------- | ------------------------------------------------------ | ----------------------- | ----------------------- | ----------------------- | ----------------------- |
| Genitiu possessiu | possessiu/genitiu: 'de', '-'genitiu saxó'              | -aren                   | -en                     | -(r)en                  | -(r)en                  |
| Instrumental      | Significat o lloc: 'per', 'de', 'sobre'                | -az                     | -ez                     | -(e)z, -(e)taz          | -(e)z, -(e)taz          |
| Comitatiu         | acompanyament o significa: 'amb'                       | -arekin                 | -ekin                   | -(r)ekin                | -(r)ekin                |
| Benefactiu        | beneficiari: 'per'                                     | -arentzat               | -entzat                 | -(r)entzat              | -(r)entzat              |
|                   | causa, raó o vàlua: 'perquè', '(en intercanvi) per a ' | -a(ren)gatik            | -engatik                | -(r)engatik             | -(r)engatik             |

#### Formes de cas ("declinacions")
Els quatre grups de formes etiquetades d'1 a 4 en la taula tenen els següents usos i característiques:
| Grup | Tipus            | Comentaris | Exemples |
| ---- | ---------------- | --- | --- |
| 1    | ARTICLE SINGULAR | Representa la combinació de l'article singular -a amb els sufixs de cas. És remarcable l'absència formal de qualsevol resta del morfema -a- en els casos locals, tanmateix l'-(e)- en els casos locals apareix després de les consonants. | - mendia, mendiak, mendiari, mendian, mendira... (mendi 'muntanya') - zuhaitza, zuhaitzak, zuhaitzari, zuhaitzean, zuhaitzera... (zuhaitz 'arbre')                                                     |
| 2    | ARTICLE PLURAL   | Representen la combinació de l'article plural -ak amb els sufixos de cas. És remarcable que l'article plural que va davant del sufix es converteix en -eta- (en casos locals) i -e- (en els altres). | - mendiak, mendiek, mendiei, mendietan, mendietara... - zuhaitzak, zuhaitzek, zuhaitzei, zuhaitzetan, zuhaitzetara...                                                                                  |
| 3    | SENSE ARTICLE    | Usat en absència d'un article, és a dir. quan un altre determinant o quantificador es fa servir (p. ex.. zein menditan? 'en quina muntanya?', zuhaitz askori 'a molts arbres') o ocasionalment quan no n'hi ha cap (cf. oinez i sutan avall). La -(e)- i -(r)- mostrades amb alguns sufixs apareixen seguint consonants i vocals respectivament. Noteu també el pre-sufix -(e)ta- en el cas local. | - mendi, mendik, mendiri, menditan, menditara... - zuhaitz, zuhaitzek, zuhaitzi, zuhaitzetan, zuhaitzetara...                                                                                          |
| 4    | NOMS PROPIS      | Usats amb noms propis. Són idèntics al grup 3 excepte en els casos locals. Aquest grup conté la forma més bàsica de sufixs. La forma local -dik i -go es fan servir després d'una consonant excepte la r. | - Tokio, Tokiok, Tokiori, Tokion, Tokiora, Tokiotik, Tokioko... - Paris, Parisek, Parisi, Parisen, Parisa, Paristik, Parisko... - Dublin, Dublinek, Dublini, Dublinen, Dublina, Dublindik, Dublingo... |

Del que es veu més amunt es pot deduir que les formes essencials basques són les que es mostren en la següent taula:
| NUCLEAR           | NUCLEAR   |
| ----------------- | --------- |
| Absolutiu         | —         |
| Ergatiu           | -k        |
| Datiu             | -i        |
| LOCATIU           |           |
| Inessiu           | -n        |
| Al·latiu          | -(r)a     |
| Ablatiu           | -tik      |
| Genitiu local     | -ko       |
| ALTRES            |           |
| Genitiu possessiu | -en       |
| Instrumental      | -z        |
| Comitatiu         | -ekin     |
| Benefactiu        | -en-tzat  |
| Causa etc.        | -en-gatik |

#### Declinació de pronoms personals, demostratius ibat, batzuk
Per la majoria, l'aplicació d'aquests sufixs a una paraula de l'idioma és altament regular. En aquesta secció veurem les principals excepcions.
Els pronoms personals i demostratius mostren algunes irregularitats en la declinació. Els pronoms personals ni, hi, gu, zu formen el seu genitiu possessiu afegint -re en lloc de -ren: nire, hire, gure, zure. Aquests són possessius pronominals:
| Singular | Plural |
| --- | --- |
| nire 'el meu' hire 'el teur (molt familiar)' zure 'teu (educat o neutral)' haren, beraren 'el seu, la seva, ' bere 'el seu, la seva, (reflexiu)' | gure 'el nostre' zuen 'el vostre' haien, beraien 'el d'ells, el d'elles' beren 'el d'ells el d'elles (reflexiu)' |

Com s'ha vist, cada demostratiu té tres arrels: una per l'absolutiu singular (hau, hori, hura), una altra per atots els casos singulars (hon-, horr-, har-), i una altra pel plural (haue-, horie-, haie-). En el plural prenen un sufix -k suffix en l'absolutiu com fa batzuk 'alguns'.
| Absolutiu singular                                  | Altres singulars                                                                                | Absolutiu plural                   | Altres plurals                                                                                               |
| --------------------------------------------------- | ----------------------------------------------------------------------------------------------- | ---------------------------------- | --- |
| hau 'aquest' hori 'aqueix' hura 'aquell' bat 'un, ' | honek, honi, honetan... horrek, horri, horretan... hark, hari, hartan... batek, bati, batean... | hauek horiek haiek batzuk 'alguns' | hauek, hauei, hauetan... horiek, horiei, horietan... haiek, haiei, haietan... batzuek, batzuei, batzuetan... |

#### Casos locatius animats
Com a regla, els sufixos locatius mostrats a sota no s'usen directament amb grups nominals. Una relació inessiva, al·lativa o ablativa que afecta aquests grups nominals pot ser expressada usant els sufixos inessius -gan, al·latiu -gana, i ablatiu -gandik, afegit ja sia al genitiu possessiu o a l'absolutiu, p. ex.. nigan 'en mi', irakaslearengana 'cap al professor' (irakasle 'professor'), zaldiengandik 'des dels cavalls' (zaldi 'cavall'), haur horrengandik 'des dels nens', Koldorengana 'cap a Koldo'.

#### Formes de cas compostes
Afegint-se a les formes bàsiques vistes fins ara, altres formes es troben derivades d'elles amb l'addició d'altres sufixos o extensions. Algunes d'aquestes formes addicionals provenen de l'expressió de relacions més matisades, altres tenen el mateix significat o similar que les formes bàsiques, amb les quals merament contrasten estilísticament o dialectalment. A continuació alguns exemples:
| Cas bàsic                   | Casos compostos                                                                  |
| --------------------------- | -------------------------------------------------------------------------------- |
| AL·LATIU: -ra 'cap a'       | - -rat ', tendir a ' - -rantz 'cap a ' - -raino 'tan lluny com' - -rako 'per a ' |
| ABLATIU: -tik 'des de'      | - -tikan el mateix significat                                                    |
| COMITATIU: -ekin 'amb'      | - -ekila(n) el mateix significat - -ekiko 'amb relació a'                        |
| BENEFACTIU: -entzat 'per a' | - -entzako el mateix significat                                                  |

#### -koadjectival
El sufix -ko (vegeu més amunt) pot ser afegit a algunes formes de cas per fer la seva funció adjectiva.
| Cas          | Ús principal                                                                    | üs adjectival |
| ------------ | ------------------------------------------------------------------------------- | --- |
| Al·latiu     | - Errepide honek Bilbora darama. 'Aquesta carretera porta a Bilbao.'            | - Bilborako errepidea berria da. 'La carretera de Bilbao (= carretera a Bilbao) és nova.' [Bilbo-ra-ko: Bilbao-cap a-ko]                    |
| Instrumental | - Liburu hau euskaraz dago. 'Aquest llibre és en basc.'                         | - Badauzkate euskarazko liburuak. 'Ells tenen llibres en basc (= llibres en basc).' [euskara-z-ko: Basc-INSTRUMENTAL-ko]                    |
| Benefactiu   | - Liburu hori haurrentzat idatzi nuen. 'Jo he escrit aquest llibre per a nens.' | - Haurrentzako liburuak idazten ditut. 'Jo he escrit llibres de nens (= llibres per a nens).' [haurr-entza(t)-ko: per a nens.PLURAL.ART-ko] |

Qualsevol d'aquestes formes adjectivades pot ser usada sense un nucli nominal explícit, en aquest cas és probable que aparegui amb un article sufixat, per ex: haurrentzakoa ' un per al nen' [nen per a .PLURAL.ART-ko-ART], haurrentzakoak uns per al nen' [nen per a.PLURAL.ART-ko-PLURAL.ART]. Tals formes adjectives nominalitzades poden també prendre sufixs, p. ex: haurrentzakoarekin 'amb l'un per al nen' [nen-per a.PLURAL.ART-ko-amb.ART], euskarazkoentzat 'per a uns en basc' [Basc-INSTRUMENTAL-ko-per a.PLURAL.ART], etc. Mentre el potencial per generar i entendre (en un context raonable) tals formes complexes és perfectament entès pels parlants en la pràctica aquestes construccions complexes no són gaire utilitzades.

#### Casos locatius amb adverbis
El quart grup de sufixos locatius de cas (etimològicament per formes primàries) estan incorporats a adverbis de lloc, donant les següents formes (parcialment) irregulars:
|          |                                                                         | Demostratiu      | Demostratiu | Demostratiu | Interrogatiu 'on?' |
| 'aquí'   | 'allí (prop)'                                                           | 'allí (distant)' |             |             | Interrogatiu 'on?' |
| Inessiu  | 'aquí, allí, on?'                                                       | hemen            | hor         | han         | non                |
| Al·latiu | 'a aquí, a allí, a on?'                                                 | hona             | horra       | hara        | nora               |
| Ablatiu  | 'des d'aquí/allí, des d'on?', 'això/d'aquesta manera, de quina manera?' | hemendik         | hortik      | handik      | nondik             |
| Genitiu  | 'pertanyent a aquí/allí/on?'                                            | hemengo          | horko       | hango       | nongo              |

Molts altres adverbis poden ser adjectivats amb -ko. Alguns poden prendre altres sufixs de cas (normalment del grup 4), particularment l'ablatiu -tik/-dik, p. ex. atzotik 'des d'ahir', urrundik 'des de lluny'.

### Posposicions
Les posposicions basques tenen suficient autonomia gramatical per a ser tractades separadament, s'ha de tenir en compte que el basc no té preposicions.
| La majoria de les posposicions basques requereixen un complement lingüístic.. | - harriaren gainean 'a dalt de la pedra' [pedra-GENITIU dalt-INESSIU = de. la. pedra. a dalt] - legearen arabera 'segons la llei' [llei-GENITIU segons-AL·LATIU = de.la.llei segons] - euriari esker 'gràcies a la pluja' [pluja-DATIU gràcies = a.la.pluja gràcies] - diruari dagokionez 'considerant el diner' [diner-DATIU considerant] |

Les posposicions basques més típiques es construeixen sobre estructures nominals; per exemple, -aren gainean 'a dalt de' centrades al voltant de la paraula gain 'dalt'. Però no tots els nuclis posposicionals consisteixen en substantius que puguin ser usats independentment de construccions posposicionals en les quals participen.
Un subgrup de posposicions que expressen relacions espacials (una altra vegada exemplificat amb gainean) tenen una arrel lèxica el comportament sintàctica de la qual és aproximadament com un substantiu però limitat en els seus possibles patrons, es coneixen com a substantius relacionals alguns d'ells són:
| - arte- 'entre' - atze- 'darrera' - aurre- '(en) front' - azpi- 'sota' - barru- 'dins' | - erdi- 'meitat' - gain- 'a sobre' - inguru- 'al voltant' - ondo- 'pròxim' |

| Els relacionals bascos poden entrar en dues possibles relacions amb el complement precedent: (1) el complement és un grup nominal en una relació possesiva genitiva, p. ex.: | - mendiaren gainean 'dalt de la muntanya' [de.la.muntanya a dalt] - mendien gainean 'dalt de les muntanyes' [de.les.muntanyes a dalt] - mendi txiki honen gainean 'a dalt d'aquesta petita muntanya' [muntanya petita de.aquesta a dalt] - nire gainean 'on (dalt) meu' [de.jo/meu a dalt] | |
| (2) El complement és un substantiu sense sufixs (no pas un grup nominal) en una relació similar a un component lèxic, p.ex.:                                                 | - mendi gainean 'dalt de la muntanya, en el cim de la muntanya' [muntanya a.dalt] | |
| En aquest exemples, el relacional (p. ex. gain-) pren el cas inessiu singular (-(e)an), com en mendiaren gainean i aquests altres exemples,                                  | - mahai(aren) azpian 'sota la taula' [(de.la).taula a.sota] - etxe(aren) barruan 'dins la casa' [(de.la).casa.dins] - begien erdian 'entre els ulls' [de.els.ulls al.mig] | - mahai(aren) azpian 'sota la taula' [(de.la).taula a.sota] - etxe(aren) barruan 'dins la casa' [(de.la).casa.dins] - begien erdian 'entre els ulls' [de.els.ulls al.mig] |
| però altres sufixos de casos locals (en majúscula) poden donar-se en lloc de l'inessiu segons el sentit o les convencions requereixin, p. ex.:                               | - etxe(aren) barrura 'dins la casa' [(de.la).casa A.dins] - nire atzetik 'darrera meu, seguiu-me' [de.mi/meu DES DE /A TRAVÈS.darrera] - mendi(aren) gaineko gurutzea 'la creu dalt la muntanya' [(de.la).muntanya DE/PERTANYENT A.dalt la creu]                                           | |
| Aquestes relacionals sovint es fan servir en funció adverbial sense que les precedeixi un complement (no com a posposicions), p. ex.:                                        | - barruan dago 'ell/ella/és a dins' [a.dins] - barrura doa 'ell/ella/ està anant a dins' [a.dins] - Aurrera! 'Endavant!' [al.front] - atzetik aurrera 'tornem al front' [des de.enrere al.front]                                                                                           | |

Hi ha pocs relacionals com són kanpo- 'fora', goi- 'amunt' i behe- 'avall', que no poden ser precedits per un complement com els anteriors, p. ex. Kanpora noa 'Me'n vaig fora', Goian dago 'Està a sobre', etc. L'al·latiu irregular de goi és gora 'amunt, visca'.

### Comparació
En basc hi ha tres graus de comparació, p. ex. de handi 'gran' es forma handiago 'més gran', handien(a) '(el) més gran' (on -a és l'article) i 'handiegi 'massa gran':
| - COMPARATIU: -ago '-més...' - SUPERLATIU: -en(a) '(el) -més...' - EXCESSIU: -egi 'massa...' |

Els adjectius comparatius, superlatius i excessius poden ser usats en els mateixos marcs sintàctics en el grau possitiu (bàsic), p. ex.compareu: mendi altuak 'altes muntanyes' [muntanyes altes.PLURAL.ART] i mendi altuagoak 'muntanyes més altes' [muntanyes més altes.PLURAL.ART]. Però el substantiu precedint un superlatiu sovint pren el sufix partitiu -(r)ik, així mendi altuenak o mendirik altuenak 'les més altes muntanyes'.
Ocasionalment tals sufixs poden ser afegits a unes altres paraules, p. ex. de gora 'amunt' formem gorago (gora + -ago), 'més amunt', és a dir. 'més alt'. Per comparar qualitt o manera es fan servir paraules separades com en hain handi 'tan gran'.
Paraules especials es fan servir per comparar qualitats: gehiago 'més', gehien(a) '(el) més', gehiegi 'massa,' el qual segueix els substantiu quantificat, p. ex.. liburu gehiago 'més llibres', gatz gehiegi 'massa sal', i hainbeste 'tant' el qual precedeix el substantiu, p. ex.. hainbeste diru 'tants diners'. Tots ells poden ser usats adverbialment, p. ex. Ez pentsatu hainbeste! 'No pensis tant!'.
Les comparacions poden involucrar referència a un estàndardd.
|             | Qualitativa                                | Qualitativa                        | Quantitativa                           | Quantitativa                       |
| Construcció | Significat                                 | Construcció                        | Significat                             |                                    |
| ----------- | ------------------------------------------ | ---------------------------------- | -------------------------------------- | ---------------------------------- |
| Comparativa | ESTÀNDAR baino COMPARATIVA                 | ADJ/ADV-més que ESTÀNDAR           | ESTÀNDAR baino SUBSTANTIU gehiago      | més SUBSTANTIU que ESTÀNDAR        |
| Superlatiu  | DOMINI-(e)ko SUBSTANTIU-(r)ik SUPERLATIU-a | l' ADJ/ADV SUBSTANTIU en el DOMINI | DOMINI-(e)ko SUBSTANTIU-(r)ik gehienak | el més SUBSTANTIU en el DOMINI     |
| Equitatiu   | ESTÀNDAR bezain ADJ/ADV                    | com ADJ/ADV com ESTÀNDAR           | ESTÀNDAR adina SUBSTANTIU              | com a molt SUBSTANTIU com ESTÀNDAR |

|            |              | Exemple                                       | Significat                                          |
| ---------- | ------------ | --------------------------------------------- | --------------------------------------------------- |
| Comparatiu | Qualitatiu   | Katalana euskara baino errazagoa da.          | 'El català és més fàcil que el basc.'               |
| Comparatiu | Quantitatiu  | Zuk nik baino diru gehiago daukazu.           | 'Tu tens més diners que jo.'                        |
| Superlatiu | Qualitatiu   | Donostia Euskal Herriko hiririk politena da.  | 'Donostia és la ciutat més bella del País Basc.'    |
| Superlatiu | Quantitativa | Arabako lanposturik gehienak Gasteizen daude. | 'La majoria de les feines d'Àlaba estan a Gasteiz.' |
| Equitativa | Qualitativa  | Arraina haragia bezain garestia da.           | 'El peix és tan car com la carn.'                   |
| Equitativa | Quantitativa | Zuk nik adina lagun dituzu.                   | 'Tu tens tants amics com jo.'                       |

## El verb
Malgrat que diverses categories verbals s'expressen morfològicament predominen les perifràstiques. per sobre de tres arguments verbals (subjecte, objecte directe i objecte indirecte) pot ser indexat morfològicament en formes verbals simples, i a més en grups de llenguatge sintètics. Les formes al·locutives tenen fins i tot una morfologia més complexa. El verb està subjecte a moltes variacions dialectals i com que és molt complex es mostra en un article separat.

## Sintaxi

### Estructures d'informació

#### La regla del focus i la regla del lloc
L'ordre de les paraules en basc està determinat per les nocions de focus i tòpic que es fan servir per decidir com "empaquetar" o estructurar la proposició. El focus és una caracterísitica semàntica que uneix a una part de la sentència considerada com la que té la informació més important, el "punt" de totes les paraules. Així en diferents contextos del discurs la mateixa (bàsica) sentència pot tenir el focus en parts diverses donant lloc a diferents formes gramaticals. El tòpic, d'altra banda, es refereix a la part d'una sentència que serveix per posar la informació que conté dins del context, és a dir per establir "sobre què estem parlant". L'ordre de les paraules en basc es fa en dues formes bàsiques, la "regla del focus" i la "regla del tòpic ", com segueix:
- Regla del focus: Qualsevol constituent d'una sentència que és el focus, immediatament precedeix el verb.
- Regla del tòpic: Un tòpic s'emfatitza col·locant-lo al principi de la sentència.

Compareu, per exemple:
| TXAKURREK hezurrak jaten dituzte. 'Els gossos mengen ossos.' (resposta a la pregunta "Qui menja ossos?") [gos.PLURAL.ARTICLE.ERGATIU os.PLURAL.ARTICLE menjar.IMPERFECTE AUXILIAR] - Tòpic: TXAKURREK 'gossos' - Focus: hezurrak 'ossos' - Verb: jaten dituzte '(ells) menjar (els)' | HEZURRAK txakurrek jaten dituzte. 'Els gossos mengen ossos,' 'Els ossos són menjats pels gossos,' 'Són els gossos que mengen ossos.' (resposta a la pregunta "Què mengen els gossos?") [os.PLURAL.ARTICLE gos.PLURAL.ARTICLE.ERGATIU menjar.IMPERFECTE AUXILIAR] - Tòpic: HEZURRAK 'ossos' - Focus: txakurrek 'gossos' - Verb: jaten dituzte '(ells) menjar (els)' |

El basc a vegades és anomenat com un idioma del tipus SOV (és a dir. subjecte-objecte-verb), però l'ordre de les paraules no és tan rígid com això i s'ha de tenir un altre criteri (com el de focus i tòpic). En basc l'ordre SOV és més comú i ho és menys l'ordre OSV.

#### Focus verbal
Una possibilitat en la regla del focus, és que el mateix verb sigui el focus.
L'estratègia més notable en basc de focalitzar el verb és l'ús del prefix afirmatiu ba- unida a un verb que fa que el verb estigui en el focus..
| Berak daki. [ell(a).ERGATIU (ell(a)).sap.(ho)] 'Ell(a) sap,' 'Ell(a) és qui ho sap.' - Focus: berak 'ell(a)' - Verb: daki '(ell(a)) sap (ho)' | Badaki. [ba-(ell(a)).sap.(ho)] 'Ell(a) sap.' - Verb/Focus: (ba)daki '(ell(a)) sap (ho)' | BERAK badaki. (o: Badaki BERAK.) '(Per a) ell(a), ell(a) ho sap.' - Tòpic: BERAK 'ell(a)' - Verb/Focus: (ba)daki '(ell(a)) sap (ho)' |

L'ús afirmatiu de ba- (no s'ha de confondre amb l'homòfon prefix que significa si (condicional)') es fa servir normalment en formes finites sintètiques, Badu dirua o Badauka dirua 'ell(a) té diners'.
Per col·locar una forma composta de verb en el focus (o la seva afirmació) es posa la sentència principal com a primer component de l'expressió verbal.
| Bérak ikusi du. 'Ell(a) l'ha vist,' 'Ell(a) és el/la que l'ha vist.' - Focus: berak 'ell(a)' - Verb: ikusi du '(ell(a)) ha vist (la)' | Ikúsi du. 'Ell(a) l'ha vist.' - Verb/Focus: ikusi du '(ell(a)) l'ha vist' | BERAK ikúsi du. (o: Ikúsi du BERAK.) '(Per a) ell(a), ell(a) l'ha vist.' - Tòpic: BERAK 'ell(a)' - Verb/Focus: ikusi du '(ell(a)) ha vist (la)' Alternativa en basc occidental: (Berak) ikusi egin du. |

#### Posteriors observacions del focus i el tòpic
Hi ha excepcions en la regla general del focus:
| Els constituents més importants poden ser col·locats després d'un verb que no sigui del focus. | Atzo ikusi nuen asto bat betaurrekoekin. 'Ahir vaig veure un ase que portava ulleres.'                                                                      |
| Els verbs imperatius sovint precedeixen altres constituents (excepte pels tòpics).             | - Ekarri hona bi botila ardo mesedez! 'Porta dues ampolles de vi si us plau!' - Bihar arratsaldean, zatoz nire etxera. 'Demà a la tarda, vine a casa meva.' |
| Algunes frases subordinades estan exemptes de certes regles.                                   | - datorren astean 'la semana vinent' (lit. 'la setmana que ha de venir') - dakigunez 'com sabem'                                                            |

L'assignament a un focus és una característica obligatòria en el basc.

#### Verbs inicials en la frase
Resumint les restriccions:
| Una forma finita de verb no pot estar al principi de la frase amenys que: (1) sigui precedida per u verb amb ba-... | Badakit. 'Ho sé.'                                                       |
| (2) sigui precedida per un negatiu ez ...                                                                           | Ez dauka dirurik. 'Ell no en té de diners.'                             |
| (3) sigui imperativa (o optativa)...                                                                                | - Zatoz hona! 'Vine aquí!' - Datorrela bihar. 'Deixem que vingui demà.' |
| (4) certes oracions subordinades...                                                                                 | datorren astean 'setmana vinent'                                        |
| Una forma de verb composta pot ser inicial en la frase com focus verbal:                                            | - Ikusi (egin) du. 'Ell ho ha vist.' - Maite nau. 'Ell m'estima.'       |

### Negació
| La negació s'expressa per ez precedint la forma verbal finita. | - Lluis ez dator. (O: Ez dator Lluis.) 'Lluis no ve.' |
| Si no hi ha un verb finit en la frase ez pot precedir un verb no finit | - Ez etorri! 'No vinguis!' - Esan nion ez etortzeko. 'Li vaig dir que no vingués.' [dir.PARTICIPI AUXILIAR no venir.VN-ko] |
| Hi ha la forta tendència en altres casos de seguir un verb negat finit. | - Ez dauka dirurik. 'Ell no en té de diners.' [no (ell).té.(en) diner.ARTICLE] - cf. Dirurik ez dauka. 'De diner no en té.' (aquí diner s'emfatitza) |
| Els altres components de la construcció verbal es posen després de la negació. | - Ez du ikusi. 'Ell no ho ha vist.' [no AUXILIAR veure.PARTICIPI] (cf. Ikusi du. 'Ell ho ha vist.') - Johnek ez nau maite. 'John no m'estima.' [John.ERGATIU no AUXILIAR amor] (cf. Johnek maite nau. 'John m'estima.') |
| En la construcció dels components verbals posposats es poden separar del verb auxiliar. Els components focalitzats seran col·locats entre els dos.                                                                | - Ez dut inor ikusi hemen. No he vist a ningú aquí.' [no AUXILIAR a ningú veure.PARTICIPI aquí] - Berak ez du Pere maite. 'No estima a Pere.' [ell.ERGATIU no AUXILIAR Pere estima] - Ez dut irakurri liburu hori. 'No he llegit aqueix llibre.' [no AUXILIAR llegir.PARTICIPI llibre aqueix]                                                                                                |
| Un subjecte indefinit d'un verb intransitiu, o un indefinit objecte directe d'un verb transitiu, normalment pren la forma negativa-polar -(r)ik en lloc de l'article normal -a, -ak en negatiu.                   | - Ez dut dirurik ikusi hemen. 'No he vist cap diner aquí.' [no AUXILIAR diner.-ik veure.PARTICIPI aquí] - Ez dago urik. 'No hi ha aigua.' [no és aigua -ik] - Badago urik? 'En hi ha d'aigua?' [ba-és aigua-ik] |
| No hi ha pronoms veritablement negatius (o adverbis, etc.). Els pronoms negatius-polars etc. es fan servir en contextos negatius. Tals paraules es combinen amb ez (o gabe 'sense', o amb el negatiu ez implícit. | - Ez dut inor ikusi hemen. 'No he vist a ningú.' [no AUXILIAR a ningú veure.PARTICIPI aquí] - Ez dut ezer nahi. 'No vull res.' [no Jo.tinc.res vull] - Ez dago inon. 'No està enllov.' [no .és enlloc] - Ba al dago inor? 'Hi ha algú aquí?' [ba INTERROGATIU és algú] - Inor (ez)! 'Ningú!' [ningú (no)] - Ezer gabe etorri da. 'Ha vingut sense res.' [res sense venir.PARTICIPI AUXILIAR] |

### Preguntes
| Les preguntes de sí-no poden incorporar marques. | - Antoni ikusi duzu? o Antoni ikusi al duzu? 'Has vist l'Antoni?' [Antoni veure.PARTICIPI (al) AUXILIAR] - Badaki? o Ba al daki? 'Ho sap ell?' [ba (al) ell.sap.ho] |

Hi ha dues marques de pregunta: al per preguntes sí-no, i ote per preguntes temptatives. Tant al com ote es col·loquen immediatament davant del verb finit.
|  | - Badator inor? 'Està venint algú?' [ba-(ell).venir algú] - Ardorik edan duzu? 'N'has begut de vi?' [vi-ik beure.PARTICIPI AUXILIAR] |
|  | - Zer nahiago duzu, beltza ala gorria? 'Que prefereixes, vi negre o rosat?' (lit. 'negre o vermell')                                 |

| - nor 'qui' - zer 'què' - zein 'quin' - zenbat 'quants' | - non 'on' - noiz 'quan' - nola 'com' - zergatik 'per què' |

|                                                                      | - Zer da hau? 'Què és això?' - Nora zoaz? 'On vas?' - Nora joango zara? 'On aniràs?' - Non bizi da zure laguna? 'On viu el teu amic?' - Zenbat etxetan bizi izan zara zure bizitzan? 'En quantes cases has viscut en la teva vida?' - NOT: * Nora bazoaz? 'On vas?' (perquè ba- focalitza zoaz, el verb, però nora, necessita tenir el focus) |
| La frase interrogativa sovint es col·loca primer però de vegades no: | - Hau zer da? 'Què és això'?' - Eta zure laguna non bizi da? 'I el teu amic on viu?' - Zure bizitzan zenbat etxetan bizi izan zara? 'En la teva vida en quantes cases has viscut?' |